# Teluk Melintang (Mersam)
Teluk Melintang is een bestuurslaag in het regentschap Batang Hari van de provincie Jambi, Indonesië. Teluk Melintang telt 385 inwoners (volkstelling 2010).